# ダン・ホー
ダン・ホー(ベトナム語：đàn hồ / 彈胡)はベトナムの民族楽器の一つ。木製の共鳴胴を持つ二弦の直立型の弓奏弦楽器である。ダン・ガオに似る。未開の民族を意味するホー(hồ)という語は、中華人民共和国の楽器胡琴などに用いられる中国語「胡」に由来する。